# Cambra dels Diputats de Guinea Equatorial
La Cambra dels Diputats de Guinea Equatorial (castellà Cámara de los Diputados) és el nom oficial que rep el parlament unicameral o Poder legislatiu nacional de la República de Guinea Equatorial, un país d'Àfrica Central, té la seu principal al capital de la nació, Malabo a l'illa de Bioko i una altra en la part continental, a Bata. Es reuneix 2 vegades a l'any, el seu president actual és Ángel Serafín Seriche Dougan (PDGE), posseeix addicionalment 2 vicepresidències.
La Càmera dels Representants del Poble té 100 membres escollits per a un mandat de cinc anys amb un sistema de representació proporcional en circumscripcions plurinominals. Guinea Equatorial és nominalment un estat multipartidista, però l'oposició es queixa que en la pràctica funciona com un estat de partit únic. Això significa que només un partit polític, el Partit Democràtic de Guinea Equatorial és, de fet, el que manté el poder efectiu. Encara que els partits menors són permesos, són de fet obligats a acceptar el lideratge del partit dominant.
Fins 2013 la institució va rebre el nom de Cámara de los Representantes del Pueblo.

## Eleccions parlamentàries de 2004
El 25 d'abril de 2004 es van celebrar eleccions per escollir els 100 membres de la Cambra dels Representants del Poble, els resultats oficials són els següents:
| Resum de les eleccions parlamentàries de Guinea Equatorial de 2004 |         |      |        |
| Partits                                                            | Vots    | %    | Escons |
| Partit Democràtic de Guinea Equatorial                             | 99,892  | 49,4 | 68     |
| Oposició Democràtica en aliança amb el PDGE                        | 85.822  | 42,4 | 30     |
| Convergència per a la Democràcia Social                            | 12.202  | 6,0  | 2      |
| Total (amb el 96%) (boicotejades per la majoria de l'oposició)     | 202.269 |      | 100    |
| Font: Eleccions Africanes                                          |         |      |        |

## Eleccions parlamentàries de 2008
El 4 de maig de 2008 es van celebrar Eleccions a Guinea Equatorial a la Cambra dels Representants del Poble de Guinea Equatorial. Es van renovar els 100 escons de la Càmera dels Representants del Poble. El Partit Democràtic de Guinea Equatorial va obtenir 99 escons, i Convergència per a la Democràcia Social un sol escó. Els resultats oficials foren els següents:
| Resum de les eleccions parlamentàries de Guinea Equatorial de 2008 |        |
| Partits                                                            | Escons |
| Partit Democràtic de Guinea Equatorial                             | 99     |
| Convergència per a la Democràcia Social                            | 1      |
| Total (boicotejades per la majoria de l'oposició)                  | 100    |
| Font: jeuneafrique                                                 |        |

## Eleccions parlamentàries de 2013
| Resum de les eleccions parlamentàries de Guinea Equatorial de 2013 |        |
| Partits                                                            | Escons |
| Partit Democràtic de Guinea Equatorial                             | 99     |
| Convergència per a la Democràcia Social                            | 1      |
| Total (boicotejades per la majoria de l'oposició)                  | 100    |
| Font: guineaecuatorialpress Arxivat 2016-03-03 a Wayback Machine.  |        |